# 天民國
天民國是《淮南子》所記海外三十六國之一，其民稱作天民，其國位於西北海之外、赤水西方，食用穀物，能驅使四種野獸。
在《山海經·大荒西經》中有所記載。